# Primo Zamparini
Primo Zamparini (Fabriano, 9 de febrero de 1939-Fabriano, 21 de agosto de 2024) fue un boxeador italiano de la categoría de peso gallo.

## Carrera

### Aficionado
- Campeonato Europeo (54 kg), Lucerna, Suiza, Mayo 1959:

- 1/8: Venció a  Paavo Roininen por decisión dividida.
- 1/4: Perdió ante  Oleg Grigoryev por decisión unánime.

- Juegos Olímpicos (54 kg), Roma, Italia, Agosto-Septiembre 1960:[2]

- 1/16: Venció a  Panagiotis Kostarellos por decisión unánime.
- 1/8: Venció a  Katsuo Haga por decisión unánime.
- 1/4: Venció a  Jerry Armstrong por decisión dividida 4–1.
- 1/2: Venció a  Oliver Taylor por decisión unánime.
- Final: Perdió ante  Oleg Grigoryev por decisión dividida 1–3–1.

- Campeonato Europeo (54 kg), Belgrado, Yugoslavia, Junio 1961:

- 1/8: Venció a  Miodrag Mitrović por decisión unánime.
- 1/4: Venció a  Gyula Török por decisión unánime.
- 1/2: Perdió ante  Sergey Sivko por decisión unánime.

### Profesional
Luego de ser medalla de bronce en el campeonato europeo en Belgrado en 1961 se pasó al profesionalismo, donde tuvo 28 peleas en las que registró 16 victorias (7 por knockout), 6 derrotas y 6 empates. Se retiró del boxeo en 1966 y pasó a ser entrenador de boxeo en la A.S.D. Pugilistica Fabrianese de su natal Fabriano.